# 1975 Голяма награда на Бразилия
1975 Голяма награда на Бразилия е 3-то за Голямата награда на Бразилия и втори кръг от сезон 1975 във Формула 1, провежда се на 26 януари 1975 година на пистата Интерлагос в Сао Пауло, Бразилия.

## Репортаж
Преговорите относно смяната на пилоти между Лотус и Шадоу, отново е на дневен ред, като Рони Петерсон искаше тази размяна. Накрая Петерсон и Том Прайс останаха със съответните отбори, докато самия швед му дойде в повече заради тази сага. Промени в стартовия списък нямаше, докато Фитипалди Аутомотив конструираха втори болид (с голяма промяна по шасито), след като първия е унищожен от инцидента в Буенос Айрес.

### Квалификация
Много смятаха че представянето на Жан-Пиер Жарие в Аржентина, е само необикновено представяне от страна на французина, след което не успя да заеме мястото си в самото състезание, заради повреда. Но Жарие замлъкна критиците си с поредна пол-позиция, побеждавайки не кой да е, а действащия световен шампион Емерсон Фитипалди с осем десети от секундата, въпреки проблемите с двигателя. Брабам и Ферари запълниха другите две решетки в реда: Карлос Ройтеман, Ники Лауда, Клей Регацони и Карлос Паче. Джеймс Хънт е след тях заедно с Джоди Шектър, Патрик Депайе и Йохен Мас.

### Състезание
С двама топ пилоти и подкрепата на роден отбор, бразилците се събраха на трибуните с голямо количество, още от ранните часове на деня, въпреки горещото време. Само 22-ма пилота застанаха на старт, след като Петерсон не успя да стартира своя Лотус, преди смяната на гуми в последната минута. Ройтеман направи добър старт, за да излезе начело в състезанието. Същото може да се каже и за съотборника му Паче, който успя да се вмъкне между Жарие и Е. Фитипалди, преди Макларън-а да бъде изпреварен от Лауда, Регацони и Шектър. Виторио Брамбила успя да направи само една обиколка, преди италианеца да се прибере в бокса с болен двигател, отпадайки от състезанието.
Жарие остана с Ройтеман и изглеждаше че французина е по-бърз от Брабам-а, но предпочете да изчака възможния момент за атака. В 5-а обиколка Жан-Пиер е достатъчно близо, за да атакува Ройтеман на дългата права и да го изпревари, след което успя да направи разлика пред аржентинеца. Прогресът на Жарие му помогна, най-вече заради факта, че Ройтеман е избрал грешните гуми, но все още пред Паче, Регацони, Лауда, Шектър и Е. Фитипалди. Междувременно Депайе е на самотната осма позиция, докато Джаки Икс е под атаките на Джон Уотсън и Прайс.
В 12-а обиколка Паче успя да се отдалечи от Регацони, като изпревари Ройтеман, преди и той да се отдалечи напред, макар че Жарие е много напред от останалите, увеличавайки разликата на 20 секунди. Шектър трябваше да спре в бокса, заради теч в маслото, което не помогна много и южно-африканеца напусна състезанието, няколко обиколки по-късно. След като е изпреварен от съотборника си Ройтеман стана лесна плячка за Регацони, Е. Фитипалди и Лауда, които също изпревариха аржентинеца. Счупено задно крило е причината за отпадането на Марк Донъхю в 22-рата обиколка, а в същото време Майк Уайлдс напусна с повреда в трансмисията.
В 25-а обиколка, преднината на Жарие скоро започна да намалява, благодарение на Паче, както и проблем в измервателната единица на Шадоу-а управляван от французина. Въпреки това Жарие продължи да натиска, преди цялата горивна система да откаже в 39-а обиколка, обозначавайки края на състезанието за Жарие. По това време Депайе и Прайс също отпаднаха, като предишния е поради повреда в окачването, а последния поради завъртане, причинено от недозавиване.
Паче излезе начело, но Емерсон повтори търпеливия ред, започвайки да преследва сънародника си, след като успя да се справи с Регацони в 29-а обиколка. Той обаче печелеше само половин секунда, и докато Паче не е в състояние да се отдъхне, той не е сериозна заплаха за Макларън-а. Вторият Макларън на Мас също е във форма, изпреварвайки двете Ферари-та в последните обиколки.
За радост на бразилските фенове, отново бразилец е победител в ГП на Бразилия. Този път е Паче, постигайки първата (и единствената преди смъртта му две години по-късно) си победа със страхотно каране, въпреки че излезе късметлия благодарение на отпадането на Жарие. Второто място на Фитипалди увеличи преднината му пред съперниците си в класирането при пилотите, докато Мас постигна първия си подиум в неговата кариера. Зад Макларън-ите са Ферари-тата на Регацони и Лауда, които с нетърпение чакат дебюта на 312T. Хънт успя да се отбрани от атаките на Марио Андрети, за да вземе последната точка, докато нещастния Ройтеман остана чак осми, пред Икс и Уотсън които завършиха пълната дистанция. Жак Лафит, Греъм Хил, Уилсън Фитипалди, Ролф Щомелен и Петерсон също завършиха състезанието, при това затворени с една обиколка, макар че при шведа той е с две от победителя.

## Класиране
| Поз | No | Пилот             | Конструктор    | Обиколки | Време/Отпадане  | Място | Точки |
| --- | -- | ----------------- | -------------- | -------- | --------------- | ----- | ----- |
| 1   | 8  | Карлос Паче       | Брабам-Форд    | 40       | 1:44:41.17      | 6     | 9     |
| 2   | 1  | Емерсон Фитипалди | Макларън-Форд  | 40       | + 5.79          | 2     | 6     |
| 3   | 2  | Йохен Мас         | Макларън-Форд  | 40       | + 26.66         | 10    | 4     |
| 4   | 11 | Клей Регацони     | Ферари         | 40       | + 43.28         | 5     | 3     |
| 5   | 12 | Ники Лауда        | Ферари         | 40       | + 1:01.88       | 4     | 2     |
| 6   | 24 | Джеймс Хънт       | Хескет-Форд    | 40       | + 1:05.12       | 7     | 1     |
| 7   | 27 | Марио Андрети     | Парнели-Форд   | 40       | + 1:06.81       | 18    |       |
| 8   | 7  | Карлос Ройтеман   | Брабам-Форд    | 40       | + 1:39.62       | 3     |       |
| 9   | 6  | Джеки Икс         | Лотус-Форд     | 40       | + 1:51.84       | 12    |       |
| 10  | 18 | Джон Уотсън       | Съртис-Форд    | 40       | + 2:29.60       | 13    |       |
| 11  | 21 | Жак Лафит         | Уилямс-Форд    | 39       | + 1 Об.         | 11    |       |
| 12  | 22 | Греъм Хил         | Лола-Форд      | 39       | + 1 Об.         | 20    |       |
| 13  | 30 | Уилсън Фитипалди  | Фитипалди-Форд | 39       | + 1 Об.         | 21    |       |
| 14  | 23 | Ролф Щомелен      | Лола-Форд      | 39       | + 1 Об.         | 23    |       |
| 15  | 5  | Рони Петерсон     | Лотус-Форд     | 38       | + 2 Об.         | 16    |       |
| Отп | 17 | Жан-Пиер Жарие    | Шадоу-Форд     | 32       | Горивна система | 1     |       |
| Отп | 4  | Патрик Депайе     | Тирел-Форд     | 31       | Окачване        | 9     |       |
| Отп | 16 | Том Прайс         | Шадоу-Форд     | 31       | Инцидент        | 14    |       |
| Отп | 20 | Артуро Мерцарио   | Уилямс-Форд    | 24       | Горивна система | 11    |       |
| Отп | 28 | Марк Донъхю       | Пенске-Форд    | 22       | Управление      | 15    |       |
| Отп | 14 | Майк Уайлдс       | БРМ            | 22       | Електро         | 22    |       |
| Отп | 3  | Джоди Шектър      | Тирел-Форд     | 18       | Теч-масло       | 8     |       |
| Отп | 9  | Виторио Брамбила  | Марч-Форд      | 1        | Двигател        | 17    |       |

## Класиране след състезанието
| Поз | Пилот             | Точки |
| --- | ----------------- | ----- |
| 1   | Емерсон Фитипалди | 15    |
| 2   | Карлос Паче       | 9     |
| 3   | Джеймс Хънт       | 7     |
| 4   | Клей Регацони     | 6     |
| 5   | Карлос Ройтеман   | 4     |
| 6   | Йохен Мас         | 4     |
| 7   | Ники Лауда        | 3     |
| 8   | Патрик Депайе     | 2     |

| Поз | Конструктор   | Точки |
| --- | ------------- | ----- |
| 1   | Макларън-Форд | 15    |
| 2   | Брабам-Форд   | 13    |
| 3   | Хескет-Форд   | 7     |
| 4   | Ферари        | 6     |
| 5   | Тирел-Форд    | 2     |